# محمد رضا كشريد
محمد رضا كشريد هو سياسي تونسي.

## السيرة الذاتية
في 20 نوفمبر 2004 تم تعيينه في منصب وزير الصحة العمومية في حكومة محمد الغنوشي الأولى، وبقي في هذا المنصب حتى 3 سبتمبر 2007.